# Blériot Aéronautique
Blériot Aéronautique fue una compañía fabricante de aeroplanos fundada por el pionero de la aviación en sus facetas de piloto, fabricante y diseñador de aeronaves Louis Blériot. La empresa también fabricó algunas motocicletas y cyclocars durante la década de 1920.

## Antecedentes
Louis Blériot era un ingeniero graduado en la prestigiosa École centrale Paris y que había desarrollado el primer faro práctico para automóviles (los Phare Automobile Éclaireur Blériot) y había establecido un próspero negocio - la Société des Etablissements L. Blériot - comercializándolos y contando con clientes tan importantes como los fabricantes Société Renault Frères y Panhard et Levassor. En 1901 había construido un pequeño ornitóptero no tripulado, propulsado por un motor de ácido carbónico de su invención pero, su seria implicación con la aviación comenzó en abril de 1905 cuando fue testigo de los primeros experimentos del también pionero Gabriel Voisin, quien entonces estaba contratado por Ernest Archdeacon para ayudarlo con sus planeadores experimentales. Blériot fue espectador de las primeras pruebas de Voisin con el hidroavión planeador que había construido el 8 de junio de 1905. La fotografía cinematográfica era una de las aficiones de Blériot, y las imágenes de este vuelo fueron filmadas por él. El éxito de estas pruebas le impulsó a encargar una máquina similar a Voisin, el planeador Blériot II. El 18 de julio se intentó volar este avión, que terminó en un accidente en el que Voisin casi se ahoga, pero esto no disuadió a Blériot. De hecho, sugirió que Voisin debería dejar de trabajar para Archdeacon y asociarse con él. Voisin aceptó la propuesta y junto con su hermano Charles Voisin y el ingeniero, fabricante, piloto de dirigibles e industrial Édouard Surcouf fundaron los Ateliers d'Aviation Edouard Surcouf, Blériot et Voisin, posiblemente, la primera empresa de fabricación de aviones del mundo. 
Activa entre 1905 y 1906, la compañía construyó dos aviones radicalmente diferentes de lo que se convertiría el diseño ortodoxo para aviones, con dos grandes celdas elípticas cerradas en tándem conectadas por brazos que fracasaron, los Blériot III y Blériot IV; siendo este último en gran parte una reconstrucción de su predecesor. Ambos aviones estaban propulsados por los motores ligeros Antoinette V8 de 24 hp desarrollados por el inventor e ingeniero Léon Levavasseur. Blériot se convirtió en accionista de la empresa y, en mayo de 1906, se incorporó al consejo de administración. La asociación con Voisin se disolvió en 1906 y Blériot creó en marzo de 1909 su propia empresa, Recherches Aéronautique Louis Blériot (Investigación aeronáutica Louis Blériot) en Courbevoie.

## Los primeros experimentos de Blériot

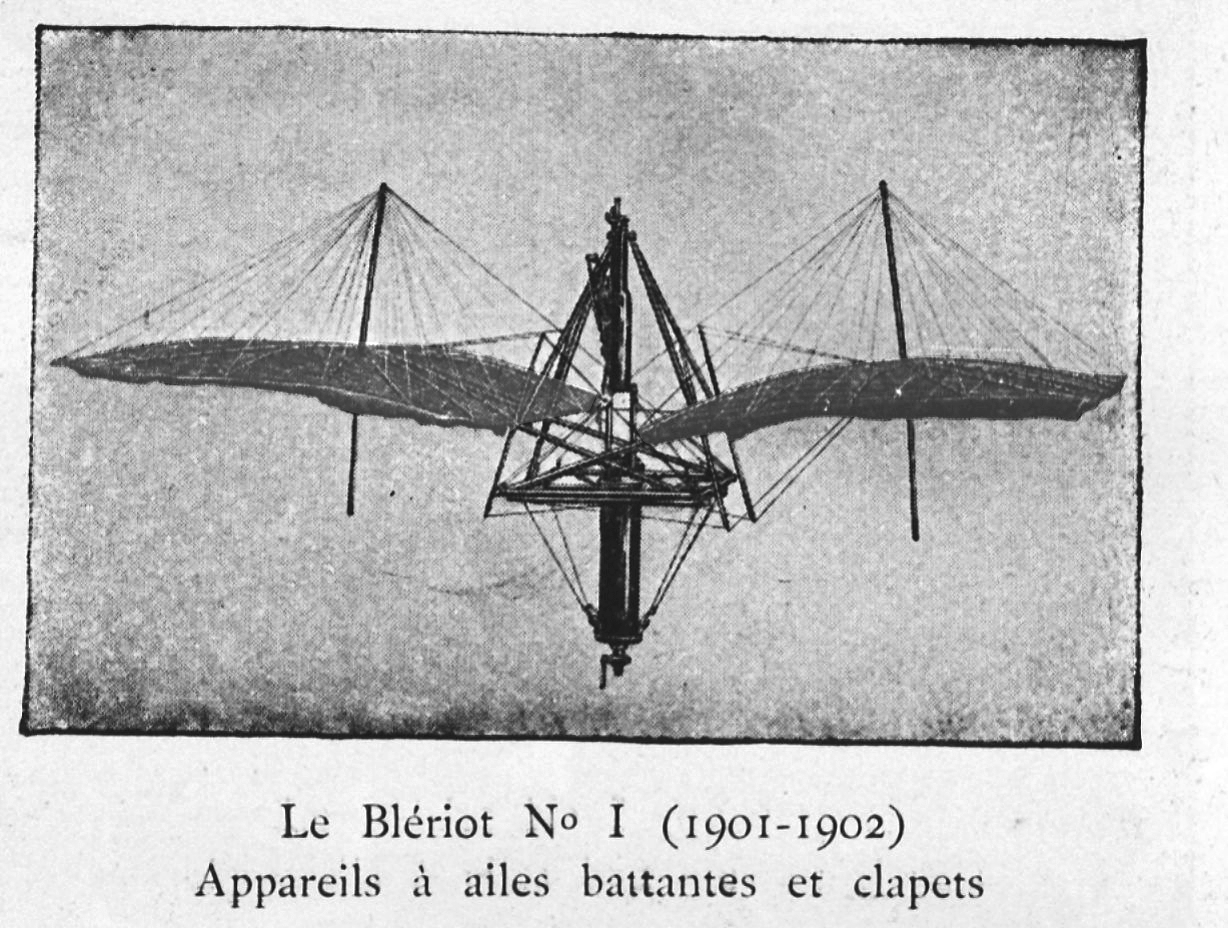
Blériot I
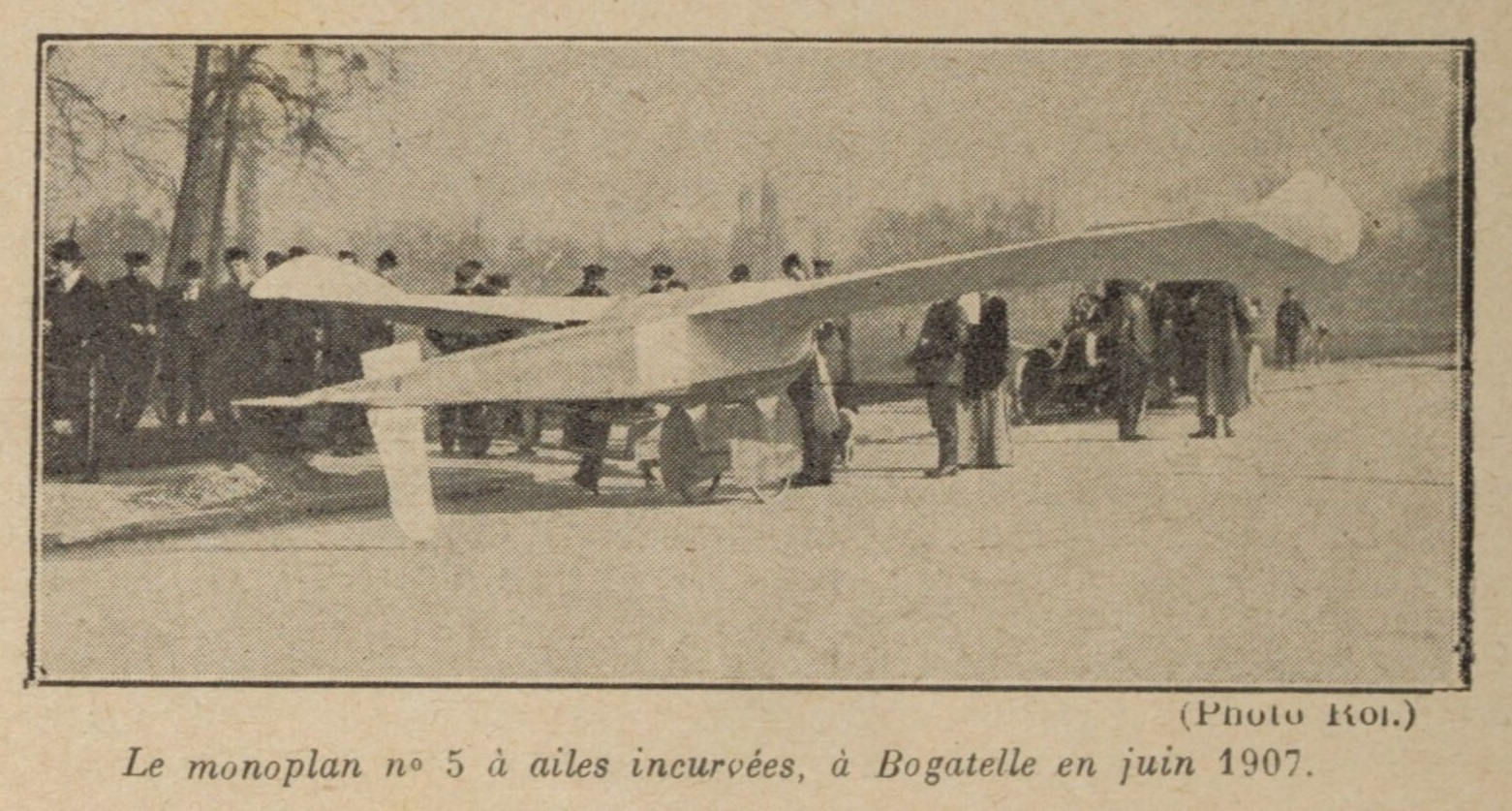
Blériot V
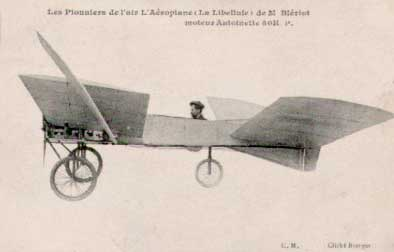
Blériot VI
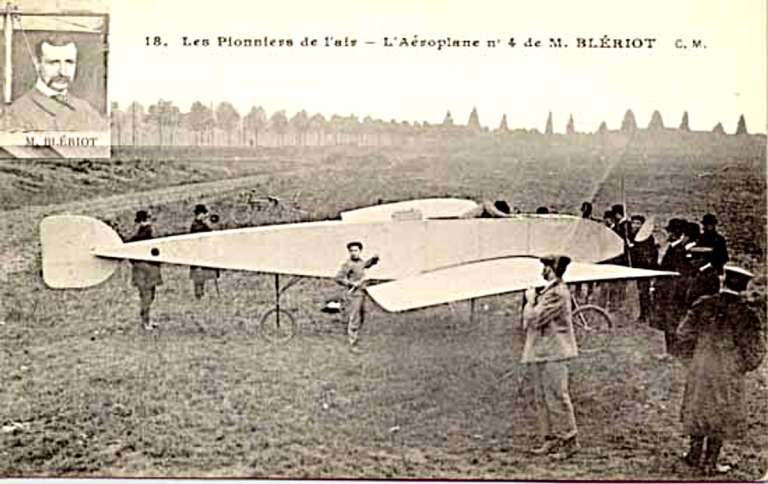
Blériot VII Libelulle
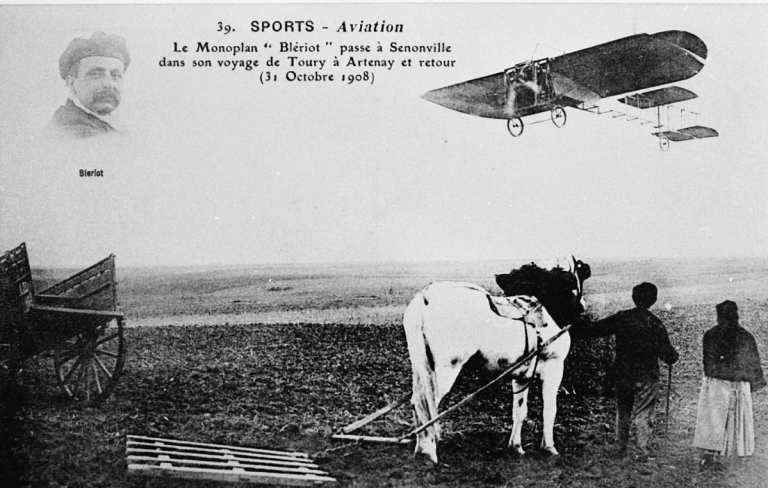
Blériot VIII
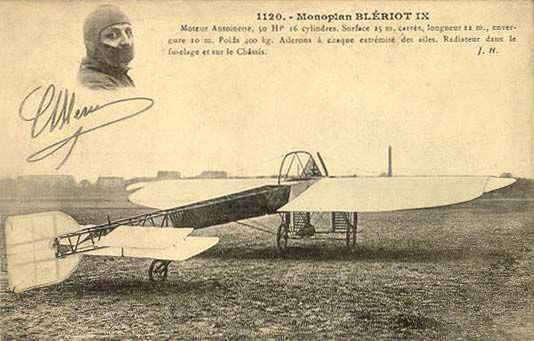
Blériot IX
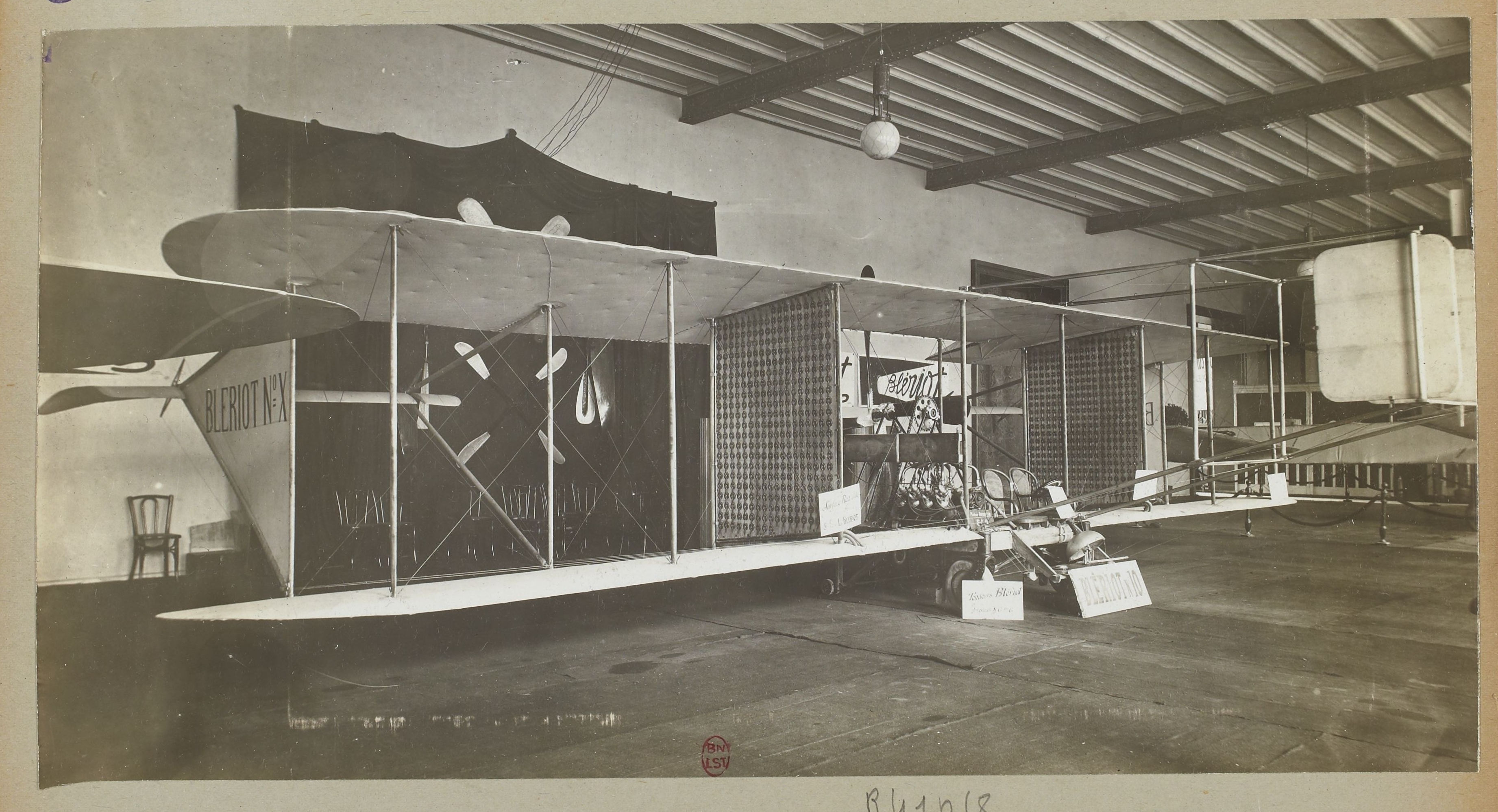
Blériot X
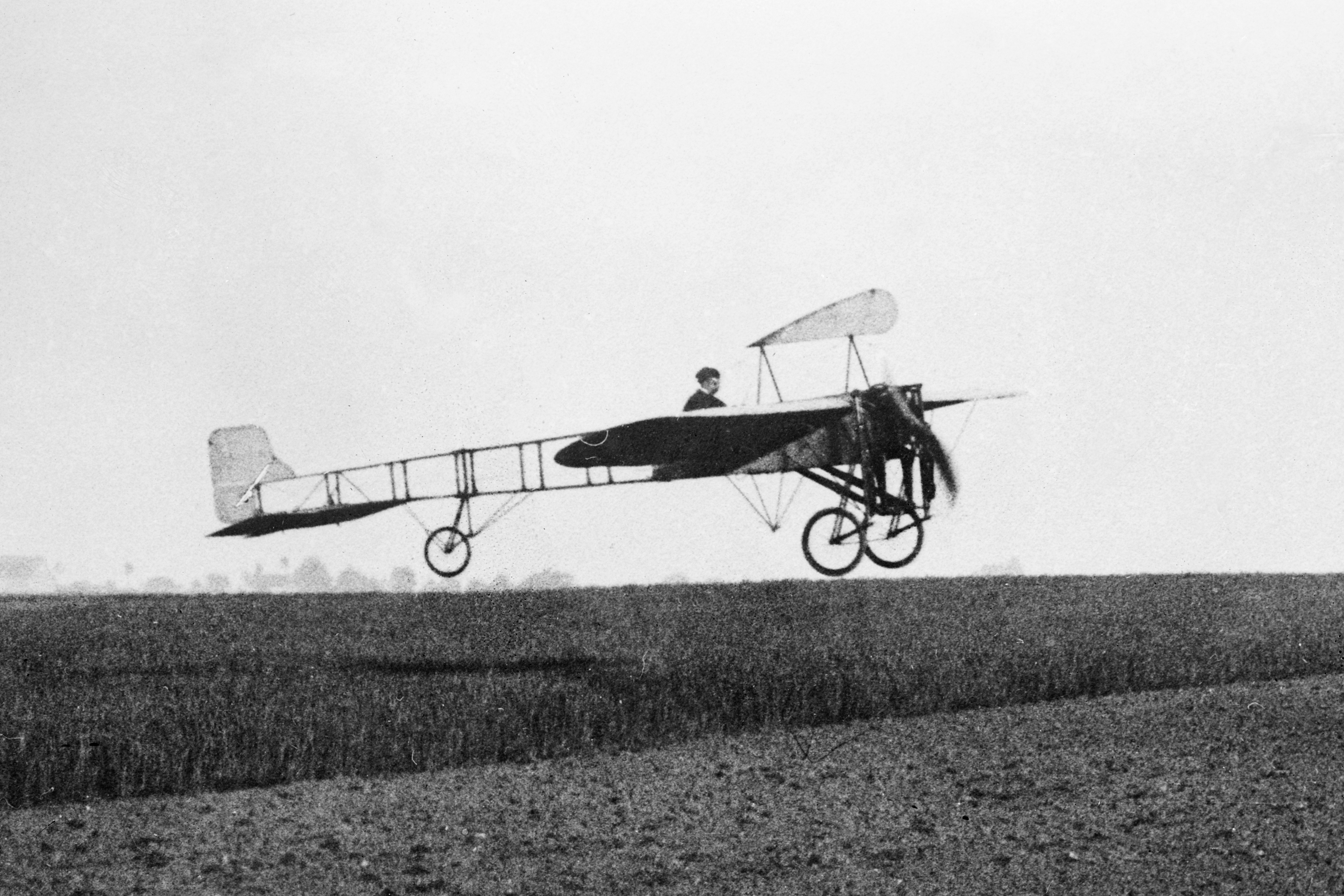
El prototipo Blériot XI cómo se construyó por primera vez
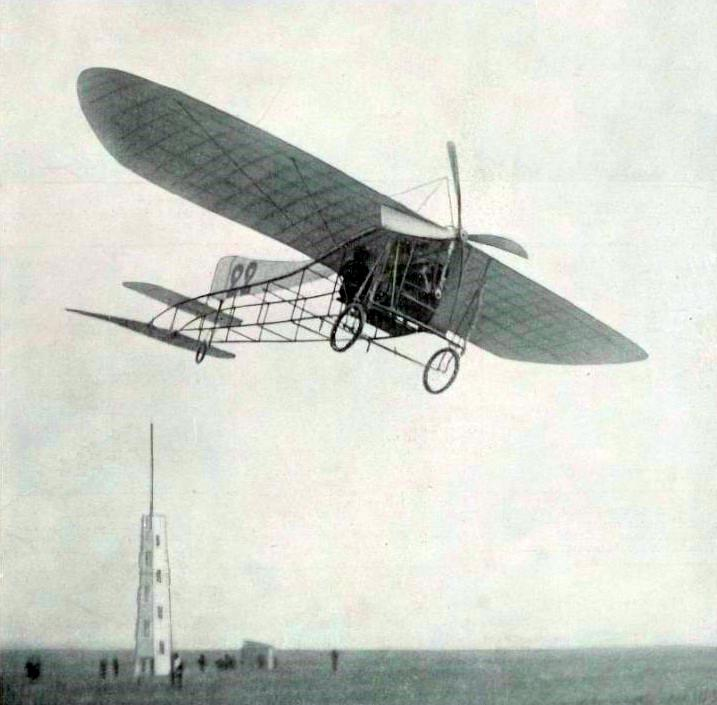
Blériot XII/VIbis

A diferencia del negocio (Aéroplanes Voisin) iniciado por Gabriel Voisin, que era una sencilla empresa de diseño y fabricación en la que Voisin actuaba como diseñador de aviones, el establecimiento de Blériot era, como su nombre indica, esencialmente un establecimiento de investigación financiado con fondos privados, que empleaba a varios ingenieros y diseñadores. Debido a esto, es difícil determinar el alcance de la participación de Blériot en el diseño real del avión que lleva su nombre. Durante los años siguientes se produjeron una serie de aviones de distintas configuraciones, cada uno ligeramente más exitoso que su predecesor, y que culminaron en el Blériot XI con el que se hizo famoso por ser el primero en cruzar el Canal de la Mancha en 1909.

## Éxito comercial
Diseño y fabricación de aeronaves
La publicidad obtenida por este logro, consiguió que se solicitaran a la empresa grandes cantidades del Blériot XI, del que finalmente, se fabricaron varios cientos. Este éxito comercial permitió que la parte del negocio dedicado a la investigación se expandiera considerablemente, y en los años previos a la Primera Guerra Mundial se produjo una sorprendentemente heterogénea "colección" de aviones, de los que, sin embargo, ninguno llegó a tener tanto éxito como el Modelle XI.
Escuelas de vuelo

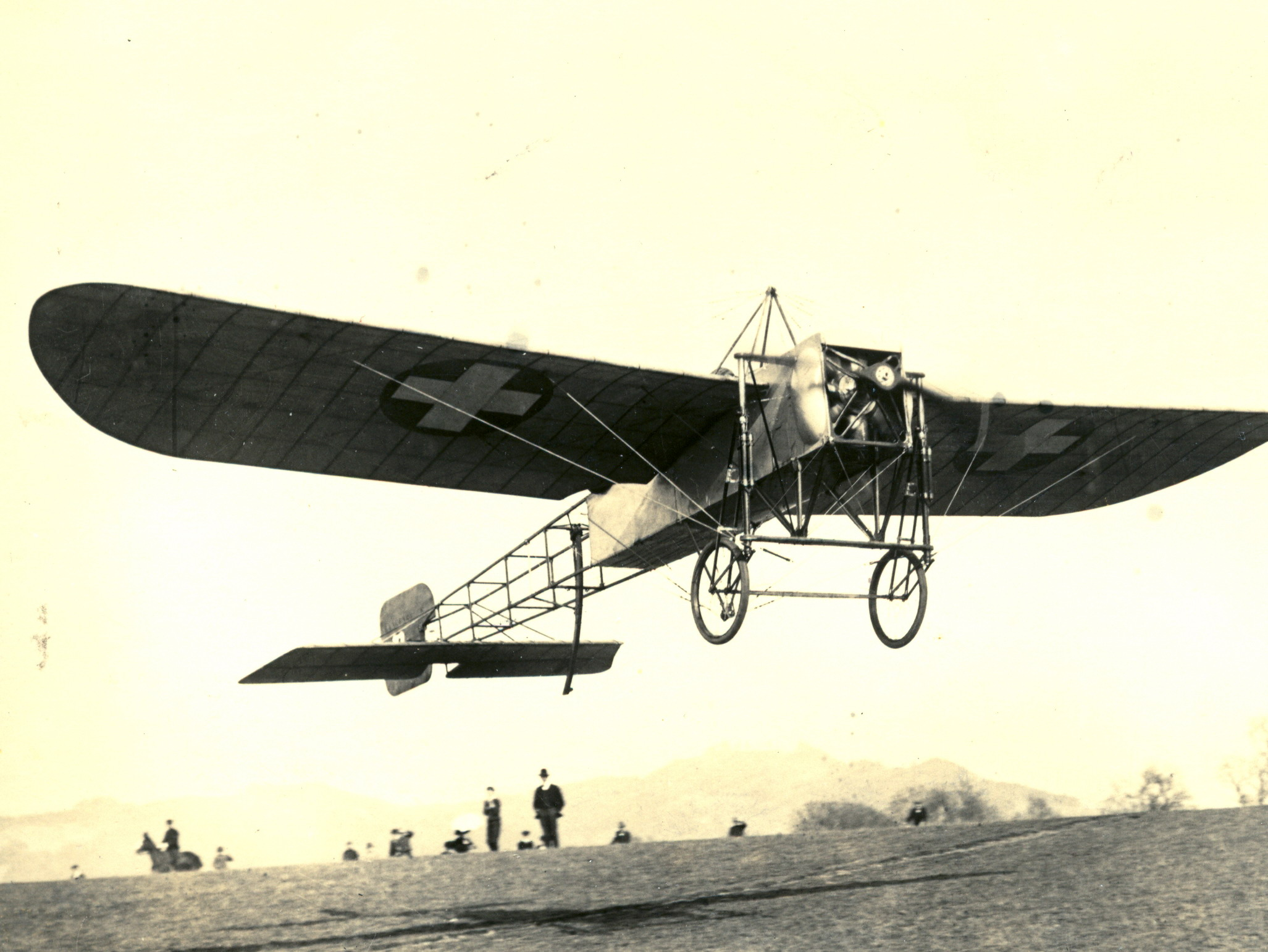
El pionero suizo Oskar Bider despega con su Blériot XI desde Berna hacia su travesía sobre los Alpes, 1913

A finales de 1909, Blériot estableció una escuela de formación de pilotos en Etampes y, a principios del año siguiente se abrió una segunda escuela en Pau. Entre 1910 y 1914, estas escuelas formaron a unos 1000 pilotos; casi la mitad de los pilotos que poseían la licencia del Aéro-Club de France al estallar la I Guerra Mundial había sido formado en las escuelas Blériot. En septiembre de 1910 se abrió otra escuela de vuelo en el recién creado aeródromo de Hendon, cerca de Londres. En julio de 1914, Bleriot abre otra escuela de vuelo en Brooklands, Surrey y también construye una pequeña fábrica en Addlestone, y funda una compañía - financiada en gran parte por el Gobierno británico -, dirigida por Norbert Chereau; en un principio denominada L.Bleriot (Aeronautics) Ltd y más tarde Air Navigation Company que produjo alrededor de veinte Tipo XI como Bleriot Monoplane Trainer. Más tarde, ya en plena Guerra Mundial construyó aeroplanos SPAD y Avro.

## LaSociété Pour L'Aviation et ses Dérivés- SPAD
El 6 de agosto de 1913, Armand Deperdussin constructor y fundador de la firma «Société de Production des Aéroplanes Deperdussin» fue detenido y encarcelado bajo los cargos de malversación de fondos.
Durante su permanencia en prisión preventiva, el síndico de quiebra, administrador judicial de la empresa, con el fin de mantener el acrónimo SPAD, cambió el nombre de la compañía por Société Provisoire des Aéroplanes Deperdussin. Sin ingresos adicionales por parte de Deperdussin, el desarrollo de la empresa habría concluido, de no haber sido por la intervención de Louis Blériot, que, liderando un consorcio de industriales, a través de Blériot Aéronautique, compró los activos de la empresa en 1913 que reorganizó como Société Pour l'Aviation et ses Dérivés, conservando, de este modo las siglas SPAD.
Al finalizar 1913, la firma Blériot había entregado 800 de los 1294 aeroplanos de todos los tipos que se habían construido en Francia ese año.
Junto con otros cinco constructores de aviones europeos, a partir de 1910, Blériot estuvo involucrado en una lucha legal de cinco años con los Hermanos Wright por el uso indebido o no de las patentes de su sistema de control lateral (balanceo o "alabeo") o deformación del ala de estos últimos. La reclamación de los Wright fue desestimada en los tribunales franceses y alemanes.

## Periodo I Guerra Mundial (1914-1918)
En 1915, Blériot Aéronautique decidió construir una nueva fábrica en Suresnes, ciudad industrial desde finales del siglo XIX. En aquella época, en un contexto de industrialización, se construyeron numerosas fábricas a lo largo de las orillas del río Sena, en los suburbios occidentales de París. Instalado cerca de un muelle, lo que favorece el transporte de aparatos por vía fluvial y aérea - el vecino hipódromo de Longchamp sirve de aeródromo -, emplea a 2500 trabajadores, que en 28000 m² de talleres producen 23 unidades al día.
Durante la Primera Guerra Mundial, Blériot Aéronautique se dedicó principalmente a construir aviones diseñados por otras compañías como el Caudron G.3 incluidos, más tarde, los de su filial, los más tarde famosos cazas SPAD. El único avión producido bajo el nombre de Blériot fue una serie de prototipos de bombarderos pesados polimotores, de los que ninguno de ellos entró en servicio.

## Posguerra (1919-1921)
La victoria aliada en 1918 provocó tiempos difíciles para la industria aeronáutica. Durante el conflicto se había desarrollado una gran capacidad de fabricación, pero su final, provocó la cancelación de contratos, y un amplio stock de aparatos excedentes con la consecuente desaparición del mercado de aviones militares; todo ello, agravado por el hecho, de que la aviación comercial aún no estaba mínimamente desarrollada.

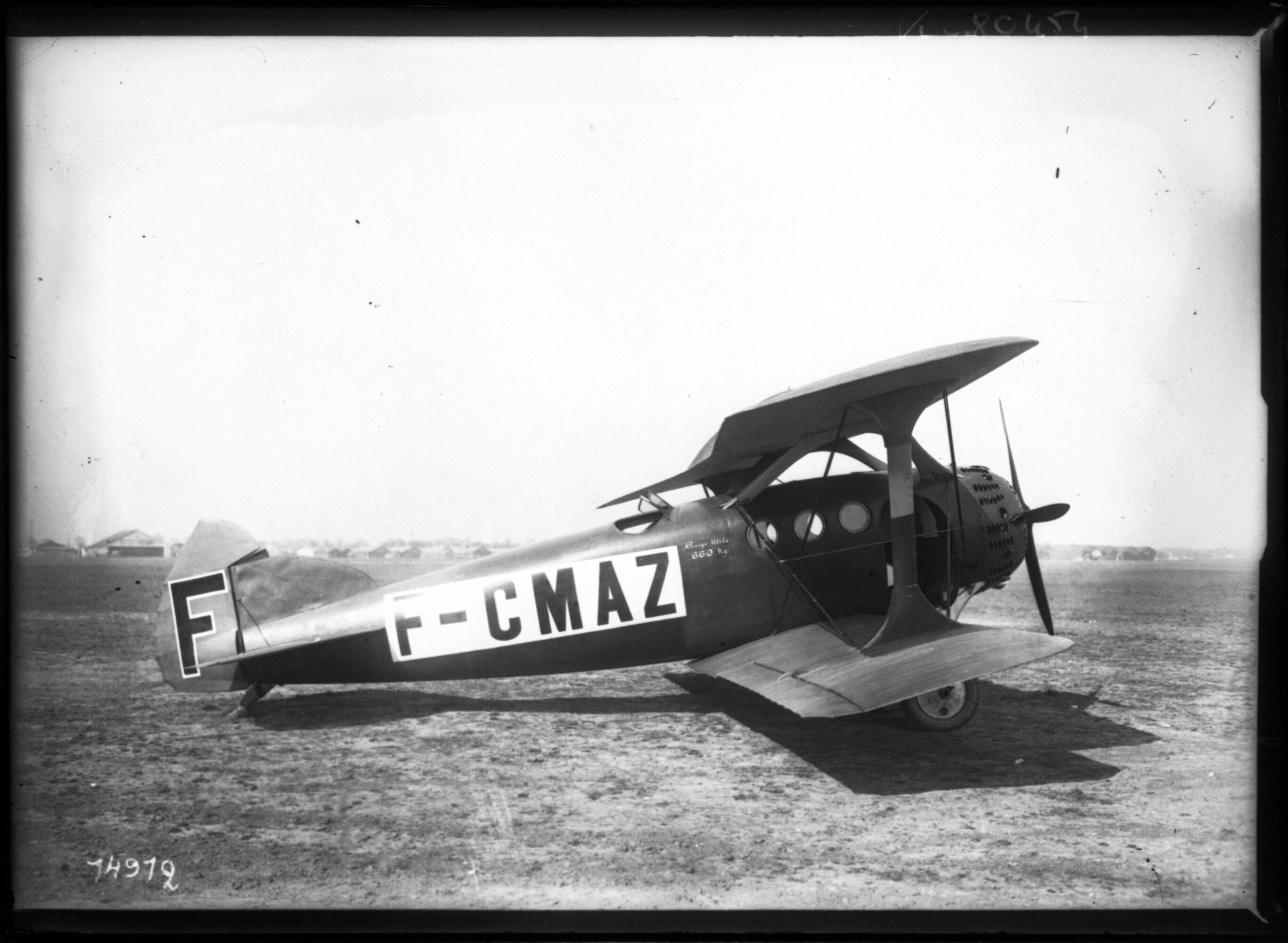
Blériot-SPAD S.33 F-CMAZ de la Compagnie des Messageries Aériennes. 1920

El 6 de abril de 1919, se crea con Blériot, en asociación con los importantes fabricantes de aviones y motores franceses Louis Breguet, René Caudron y Louis Renault la aerolínea Compagnie des Messageries Aériennes (CMA). En el Salon de l'Aeronautique celebrado en París en diciembre de 1919 se exhibió un prototipo de avión de pasajeros de 28 asientos, el Blériot 75 Aerobus, más popùlarmente conocido como Mammouth basado en el anterior bombardero cuatrimotor Blériot 74, junto con tres diseños SPAD, los Bleriot-SPAD S.27, S.29 y S.30. El Tipo 75 no tuvo éxito, pero CMA encargó 10 ejemplares del transporte ligero comercial con dos plazas de pasaje S.27 y del que se produjo un desarrollo de cinco plazas, el Bleriot-SPAD S.33, que voló por primera vez a finales de 1920. 
A este le siguió su variante S.46 del que la aerolínea Compagnie Internationale de Navigation Aérienne - CIDNA adquirió 38 ejemplares. El S.33 y sus variantes S.46 y S.56 tuvieron un papel preponderante en el transporte europeo en aviones pequeños a lo largo de los años treinta convirtiéndose en una imagen familiar para los pasajeros de la mayoría de los aeropuertos comerciales de Europa.
En 1921, Louis Blériot decide fusionar Blériot Aéronautique y la Société Pour l'Aviation et ses Dérivés - SPAD, denominándose la nueva entidad “Blériot-SPAD”. En esta fecha, los activos de Blériot-SPAD incluían la fábrica de Suresnes (28000 m²), la escuela de vuelo de Pau, los talleres y  escuela en Buc, así como las instalaciones auxiliares en Bègles.

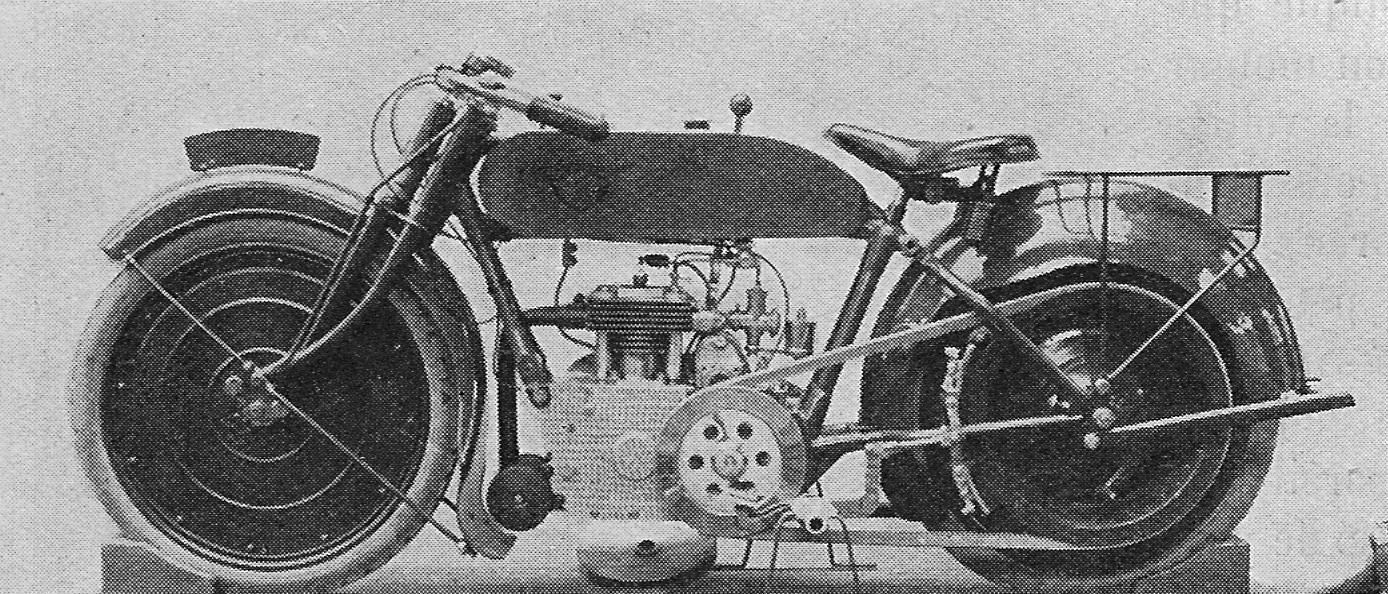
Motocicleta Blériot 499 cc, 1920

Se intentó diversificar las actividades de la firma construyendo char à voile (también conocidos como aeroplage o "yates de arena") y motocicletas. En el 15º Salón del Automóvil de París, celebrado en octubre de 1919, la empresa promocionaba una motocicleta bicilindrica de cuatro tiempos de 499 cc y, en 1921, un pequeño y elegante cyclocar con un motor bicilíndrico de dos tiempos, 750 cc y transmisión Cardán. Los ciclocar  Blériot franceses, a veces se confunden con los cyclocars Blériot-Whippet con transmisión por cadena construidos en la fábrica de la firma renombrada en 1919 Air Navigation & Engineering Company Ltd. propiedad de Blériot en Addlestone, Reino Unido, pero en realidad los dos vehículos tenían "poco tamaño en común". La gama de motocicletas y autociclos dejaron de fabricarse en 1923.

## Blériot Aéronautique SA(1922-1936)
En 1922, Blériot Aéronautique, que había sido una empresa privada, se convirtió en una sociedad de responsabilidad limitada, Blériot Aéronautique SA. Aunque desde 1921 era una única empresa, los aviones se producían utilizando los nombres Blériot y SPAD; el primero se utilizó en un principio generalmente para los aviones (bombarderos pesados) polimotor de mayor tamaño, mientras que los más pequeños monomotor, obra de André Hebermont y su equipo llevaban el nombre Blériot-SPAD, y eran estos los que se fabricaban, y vendían con más éxito.
En 1923, Blériot se hace cargo de la Société des Avions Blanchard, una empresa que había construido algunos hidrocanoas para la armada francesa. El caza Blériot-SPAD S.81, apareció ese año con el objetivo de reciclar los excedentes de motores Hispano-Suiza 8F. Se recibieron unos ochenta pedidos de este modelo servidos entre 1924 y 1926.
De igual modo en 1923 el caza biplano Blériot-SPAD S.61 se presenta como un sesquiplano de estructura duradera y casco de madera, propulsado por un motor Lorraine-Dietrich de 450 hp; rechazado por las autoridades francesas, sólo vio la luz gracias a los abundantes pedidos polacos (250 unidades) entre 1926 y 1927 y Rumania (100 unidades).
Un pedido del Service technique de l'aéronautique en 1928 por 42 unidades del modelo polivalente Blériot 127 permitió a la firma sobrevivir. Se trata de un gran monoplano de ala baja, con dos motores V12 Hispano-Suiza 12Hb de 550 hp y denominado “multiplaza de combate” que entró en servicio con el Armée de l'Air en 1929.
Hasta 1932, la empresa del pionero del cruce del Canal de la Mancha se convirtió poco a poco en un prototipo de comerciante y reparador. La fábrica de Suresnes funciona de forma discontinua y ninguna serie de aviones supera el centenar de unidades. En 1933, Blériot, falto de capital, tuvo que negociar una colaboración con Avions Farman. Suresnes sólo fabricaría pequeños aviones Farman, mientras que el resto de la actividad se descentralizaría en Bègles; y en noviembre de 1934 se asocia con Farman y ANF Les Mureaux para formar parte de la Union Corporative Aéronautique (U.C.A.).
El último avión construido bajo el nombre de Blériot fue un gran hidrocanoa diseñado en respuesta a un requerimiento del Ministerio del Aire francés de un avión para un servicio de correo transatlántico a través de Atlántico Sur entre Dakar, Senegal y Natal en Brasil. El avión resultante, el Blériot 5190 diseñado por Filippo Zappata voló por primera vez en agosto de 1933, y este prototipo, llamado "Santos-Dumont", resultó ser un gran éxito; se planearon diferentes variantes para el transporte de pasajeros. En mayo de 1935, después de haber completado su duodécimo cruce del Atlántico, el gobierno francés encargó tres ejemplares más, sólo para cancelar el pedido seis semanas después.
El Frente Populaire gana las elecciones legislativas del 3 de mayo de 1936. Léon Blum forma un nuevo gobierno, nombrado Ministro de Guerra a Édouard Daladier que, continúa los programas de rearme. En aplicación de la ley de nacionalización de agosto de 1936 de la industria de armamentos, donde se incluye la aeronáutica, promulgada por el gobierno del Frente Popular la empresa fue nacionalizada englobada en la Société Nationale des Constructions Aéronautiques du Sud-Ouest - SNCASO sociedad anónima mixta nacida por la agrupación de las plantas de fabricación localizadas en su área geográfica, (Sudoeste de Francia) de las siguientes empresas:  
- Blériot Aéronautique
- Avions Marcel Bloch
- Société Aéronautique du Sud-Ouest - SASO
- Union Corporative Aéronautique de Bègles
- Société aérienne bordelaise - SAB
- Lioré et Olivier

Louis Blériot permaneció activo en el negocio de la aviación hasta su muerte el 1 de agosto de 1936 en París a la edad de 64 años a causa de un infarto. Después de un funeral con todos los honores militares en Les Invalides, algo inusual en el caso de un industrial, fue enterrado en el Cemetière des Gonards de Versalles.
Entre 1939 y 1947, las fábricas de Blériot Aéronautique y el aeródromo de Buc fueron bombardeados y ocupados sucesivamente por los ejércitos francés, alemán, americano e inglés; la empresa no recuperó el aeródromo hasta 1947, cuando lo abandonó la Royal Air Force.
SNCASO se fusionó en 1957 con la Société Nationale des Constructions Aéronautiques du Sud-Est - SNCASE para formar Sud Aviation, que se fusionó en 1970 con Nord Aviation y la Société française d'étude et de construction de matériel aéronautiques spéciaux (SFECMAS) para formar la Société Nationale d'Industrie Aérospatiale (SNIAS), posteriormente renombrada como Aérospatiale; empresa industrial, que se fusionó en 2000 con Matra, que en 2001 junto con Deutsche Aerospace AG - DASA Dornier y Construcciones Aeronáuticas Sociedad Anónima (CASA), formar la compañía European Aeronautic Defence and Space (EADS), que se convirtió en Airbus SE en 2014.

## Aeroplanos
Aviones Blériot periodo 1901-1913
- Bleriot I (1901) Ornitóptero no tripulado propulsado por un motor de ácido carbónico.
- Blériot II (1905) Planeador hidroavión biplano construido para Blériot por G. Voisin. Se estrelló en el primer intento de vuelo y fue abandonado.
- Blériot III (1906) Biplano con alas tanto anulares como en tándem propulsado por un motor Antoinette 8V de 24 hp (18 kW) y hélice tractora. Sin éxito.
- Blériot IV (1906) Modificación de las alas del Tipo III, propulsado por dos motores Antoinette; hélice impulsora. Sin éxito.
- Blériot V (1907) Monoplano monoplaza y monomotor de configuración canard.
- Blériot VI/VIbis (1907) Monoplaza y monomotor con configuración de ala en tándem.
- Blériot VII (1907) Monoplano de hélice tractora
- Blériot VIII (1908) El primer diseño de avión del mundo que posee el antepasado directo del sistema de control de vuelo de los aviones actuales para el piloto[24]
- Blériot IX (1908) Monoplano de configuración tractora. Nunca volado; conservado en la colección del Musée de l'Air, París.
- Blériot X (1908) Biplano con configuración canard y hélice impulsora; no fue completado.
- Blériot XI (1909) Monoplano con configuración tractora, monoplaza y monomotor (Anzani). Este modelo fue con el que se realizó el primer vuelo a través del Canal de la Mancha.
- Blériot XII (1909) Monoplano monoplaza y monomotor de ala alta.
- Blériot XIII (1910) Biplano experimental con configuración impulsora de cinco plazas.
- Blériot XIV (1910) Monoplano biplaza.
- Blériot XX (1910) Monoplano monoplaza con plano de cola triangular alargado.
- Blériot XXI (1911) Monoplano militar biplaza con plano de cola triangular alargado. Propulsado por un motor rotativo Gnome Gamma de 70 hp. Expuesto en el Salon de l'Aeronautique de París de 1911. Un ejemplar fue evaluado en la British Military Aeroplane Competition de 1912.
- Blériot XXIII (1911) Monoplano de carreras con alas de cuerda estrecha propulsado por un Gnome 14 Omega de 100 hp (75 kW). Volado por Alfred Leblanc en la competencia del Trofeo Gordon Bennett de 1911 quedando en segundo lugar.[25]
- Blériot XXIV Limousine (1911) Similar al Tipo XIII con cabina de pasajeros cerrada. Expuesto en diciembre de 1911 en el Salon de l'Aeronautique de París.
- Blériot XXV (1911) Monoplano monoplaza canard con hélice impulsora[26]
- Blériot XXVI (1911) Triplano canard empujador monoplaza. Un ejemplar construido y probablemente no volado.
- Blériot XXVII (1911) Monoplano de carreras monoplaza propulsado por un motor rotativo Gnome Omega 7 de 50 hp (37 kW). Uno construido, exhibido en el Salon de l'Aeronautique de París de 1911. Conservado y expuesto en el Museo de la RAF.[27]
- Blériot XXVIII Populaire (1911) Una versión del Tipo XI con capó de motor modificado, propulsado por un motor de tres cilindros con ventilador Anzani de 35 hp (26 kW). Expuesto en el Salon de l'Aeronautiquede París de 1911.
- Blériot XXIX (1912) Proyecto no construido de un monoplano de observación militar biplaza con hélice impulsora.
- Blériot XXIX (1912) Proyecto no construido de un monoplano deportivo.
- Blériot XXXIII Canard Bleu (1912) Monoplano canard biplaza propulsado por un Gnome Gamma de 70 hp (52 kW).[28]
- Blériot XXXVI Torpille (1912) Monoplano militar biplaza, expuesto en el Salon de l'Aeronautique de París de 1912. Fuselaje de sección circular con una capó aerodinámico que encierra el motor, timón en dos partes por encima y debajo del fuselaje y tren de aterrizaje compuesto por un par de ruedas sobre un eje transversal montado sobre puntales en V complementados por un único patín central que se proyecta hacia adelante.
- Blériot XXXVII (1913) Desarrollo del Tipo XXV. Se estrelló en el aeródromo de Buc el 25 de noviembre de 1913, falleciendo su piloto Edmond Perreyon.[29]

Período I Guerra Mundial
- Blériot 67 (1916) Prototipo único de un biplano cuatrimotor de bombardeo
- Blériot 73 (1918) Prototipo único de un biplano cuatrimotor de bombardeo
- Blériot 74 Bombardero cuatrimotor, único prototipo.

Periodo 1919 - 1933
- Blériot 75 Aerobus (1919) Biplano cuatrimotor comercial, desarrollo del modelo 74 [15] [16]
- Blériot 102 (1922) Avión de turismo ultraligero monoplaza y monomotor
- Blériot 115 (1923) Biplano cuatrimotor comercial de 8 plazas
- Blériot 105 (1924) Biplano cuatrimotor comercial de 18 plazas
- Blériot 106 (1924) Monoplano monomotor comercial de 6 plazas
- Blériot 117 (1924) Monoplano bimotor caza escolta de bombarderos
- Blériot 135 (1924) Desarrollo del modelo 115 con motores radiales más potentes
- Blériot 118 (1925) Hidrocanoa anfibio bimotor de caza
- Blériot 155 (1925) Biplano cuatrimotor comercial de 17 plazas, desarrollado a partir de los Tipo 115 y 135
- Blériot 165 (1926) Biplano cuatrimotor comercial de 16 plazas
- Blériot 111 (1929-1934) Monoplano monomotor de transporte ejecutivo de cuatro plazas. Primer avión francés equipado con tren de aterrizaje retráctil
- Blériot 127 (1929) Monoplano bimotor de bombardeo, desarrollo del Tipo 117
- Blériot 195 (1929) Monoplano cuatrimotor, proyecto avión postal en configuración terrestre e hidroavión
- Blériot 110 (1930) Monoplano biplaza, monomotor, de ala alta. Avión para récords de larga distancia
- Blériot 137 (1930) Prototipo de ala alta avión de reconocimiento/bombardero ligero; desarrollo del Blériot 127
- Blériot 125 (1931) Prototipo monoplano bimotor comercial que transportaba doce pasajeros en fuselajes gemelos
- Blériot 290 (1931) Hidrocanoa anfibio ligero monomotor de tres plazas
- Blériot 5190 (1933) Hidrocanoa monoplano cuatrimotor con ala en parasol, operado como avión postal transatlántico

Aviones Blériot-SPAD
- Blériot-SPAD S.XX (1918) Biplano mono/biplaza de caza
- Blériot-SPAD S.27 (1919) Variante comercial del S.XX con capacidad para dos pasajeros
- Blériot-SPAD S.33 (1920) Biplano de transporte comercial de pasaje (4 plazas)
- Blériot-SPAD S.34 (1920) Biplano biplaza de entrenamiento primario
- Blériot-SPAD S.42 (1921) Biplano biplaza de entrenamiento intermedio
- Blériot-SPAD S.51 (1924) Biplano monoplaza de caza
- Blériot-SPAD S.61 (1923) Biplano monoplaza de caza/Avión de records
- Blériot-SPAD S.81 (1923) Biplano de caza
- Blériot-SPAD S.510 (1933) Biplano monoplaza de caza